# Cossato
Cossato (piemontiul: Cossà) település Olaszországban, Piemont régióban, Biella megyében. Lakosainak száma 13 929 fő (2023. január 1.). Cossato Candelo, Mottalciata, Quaregna Cerreto, Strona, Valle San Nicolao, Valdengo, Lessona, Benna, Massazza és Vigliano Biellese községekkel határos.

## Népesség
A település lakossága az elmúlt években az alábbi módon változott:
| Lakosok száma | 14 726 | 14 633 | 13 929 |
|               | 2017   | 2018   | 2023   |